# Aspères
Aspères ou Aspères-en-Languedoc est une commune française située dans le sud du département du Gard, en région Occitanie.
Exposée à un climat méditerranéen, elle est drainée par le ruisseau du Quinquillan, Valat le Grand et par divers autres petits cours d'eau. La commune possède un patrimoine naturel remarquable :  un espace protégé (les « Costières de Nimes ») et deux zones naturelles d'intérêt écologique, faunistique et floristique.
Aspères est une commune rurale qui compte 553 habitants en 2022, après avoir connu une forte hausse de la population depuis 1975. Elle fait partie de l'aire d'attraction de Montpellier. Ses habitants sont appelés les Aspèrois et Aspèroises.

## Géographie
|                     | Saint-Clément      | Gailhan    |
| Carnas              | Aspères            | Salinelles |
| Garrigues (Hérault) | Campagne (Hérault) | Sommières  |

### Localisation
Situé au pied d'un des premiers contreforts des Cévennes, Aspères-en-Languedoc est un village gardois réparti sur cinq hameaux : le Mas Bas, le Mas Haut, le Plan, le Mas des Aires et Langlade. Au nord, se trouve le mas Montel, domaine viticole. Entre le Mas Haut et le Mas Bas du Plan, se situe le mas de Bouzanquet.
Les communes de Saint-Clément, Salinelles et Sommières sont limitrophes de la commune d'Aspères.

### Hydrographie et relief
D'une altitude minimum de 32 mètres, dans la plaine près de Montredon et d'une altitude maximale de 243 mètres sur le contrefort des Cévennes (bois de Paris). L'altitude moyenne du village sur la place du 19-Mars, près de l'église et de la mairie, est de 74 mètres.

### Climat
Pour des articles plus généraux, voir Climat de l'Occitanie et Climat du Gard.
En 2010, le climat de la commune est de type climat méditerranéen franc, selon une étude s'appuyant sur une série de données couvrant la période 1971-2000. En 2020, Météo-France publie une typologie des climats de la France métropolitaine dans laquelle la commune est exposée à un climat méditerranéen et est dans la région climatique Provence, Languedoc-Roussillon, caractérisée par une pluviométrie faible en été, un très bon ensoleillement (2 600 h/an), un été chaud (21,5 °C), un air très sec en été, sec en toutes saisons, des vents forts (fréquence de 40 à 50 % de vents > 5 m/s) et peu de brouillards.
Pour la période 1971-2000, la température annuelle moyenne est de 14,2 °C, avec une amplitude thermique annuelle de 17,1 °C. Le cumul annuel moyen de précipitations est de 795 mm, avec 6,1 jours de précipitations en janvier et 3 jours en juillet. Pour la période 1991-2020, la température moyenne annuelle observée sur la station météorologique la plus proche, située sur la commune de Villevieille à 5 km à vol d'oiseau, est de 14,8 °C et le cumul annuel moyen de précipitations est de 761,1 mm,. Pour l'avenir, les paramètres climatiques de la commune estimés pour 2050 selon différents scénarios d'émission de gaz à effet de serre sont consultables sur un site dédié publié par Météo-France en novembre 2022.

### Milieux naturels et biodiversité

#### Espaces protégés
La protection réglementaire est le mode d’intervention le plus fort pour préserver des espaces naturels remarquables et leur biodiversité associée,.
Un  espace protégé est présent sur la commune : 
les « Costières de Nimes », un terrain acquis (ou assimilé) par un conservatoire d'espaces naturels, d'une superficie de 2 027 ha.

#### Zones naturelles d'intérêt écologique, faunistique et floristique
L’inventaire des zones naturelles d'intérêt écologique, faunistique et floristique (ZNIEFF) a pour objectif de réaliser une couverture des zones les plus intéressantes sur le plan écologique, essentiellement dans la perspective d’améliorer la connaissance du patrimoine naturel national et de fournir aux différents décideurs un outil d’aide à la prise en compte de l’environnement dans l’aménagement du territoire.
Une ZNIEFF de type 1 est recensée sur la commune :
la « plaine de Campagne » (1 681 ha), couvrant 6 communes dont 3 dans le Gard et 3 dans l'Hérault et une ZNIEFF de type 2, : 
les « plaines et garrigues du Nord Montpelliérais » (13 097 ha), couvrant 25 communes dont 6 dans le Gard et 19 dans l'Hérault.

Carte des ZNIEFF de type 1 et 2 à Aspères.
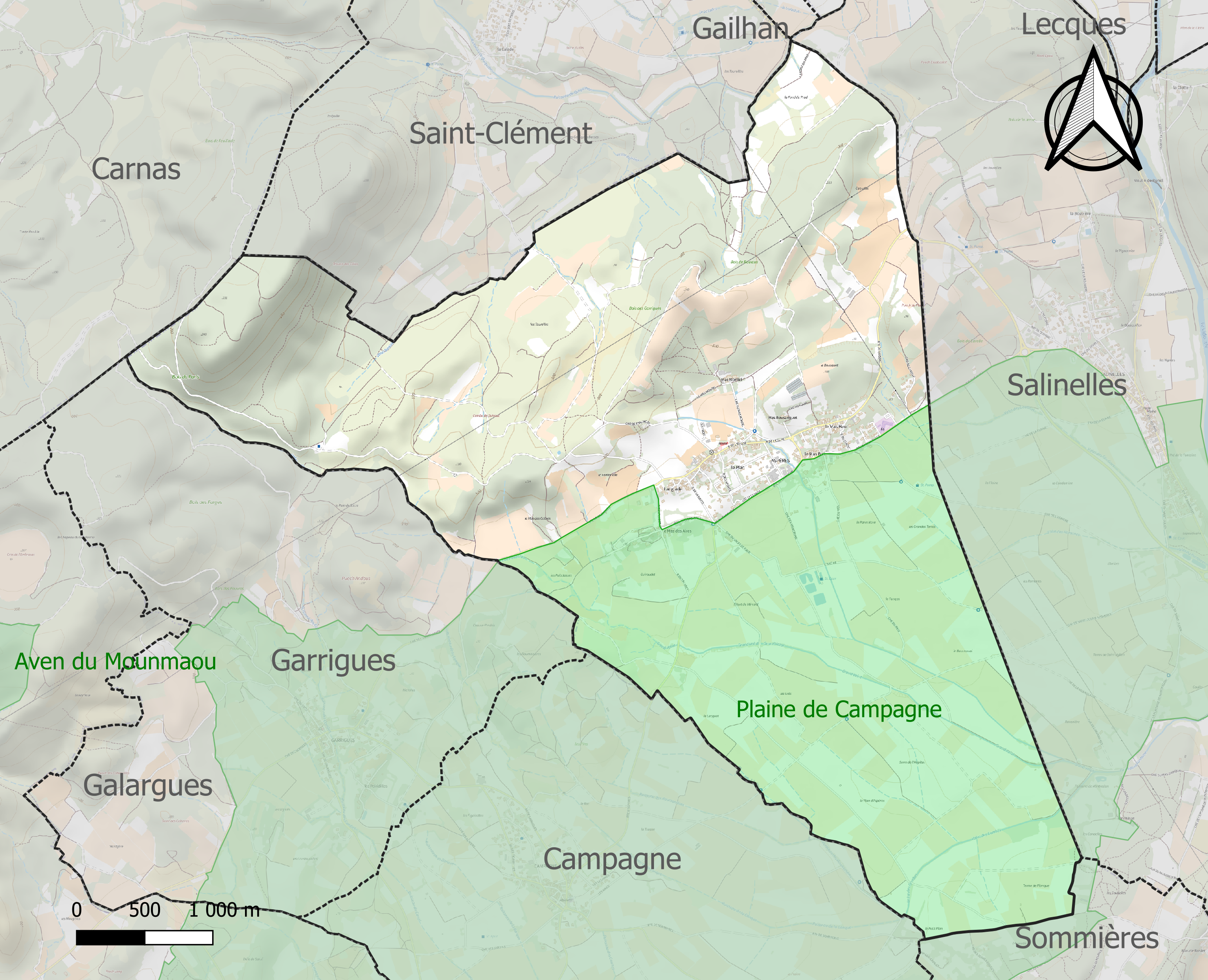
Carte de la ZNIEFF de type 1 sur la commune.
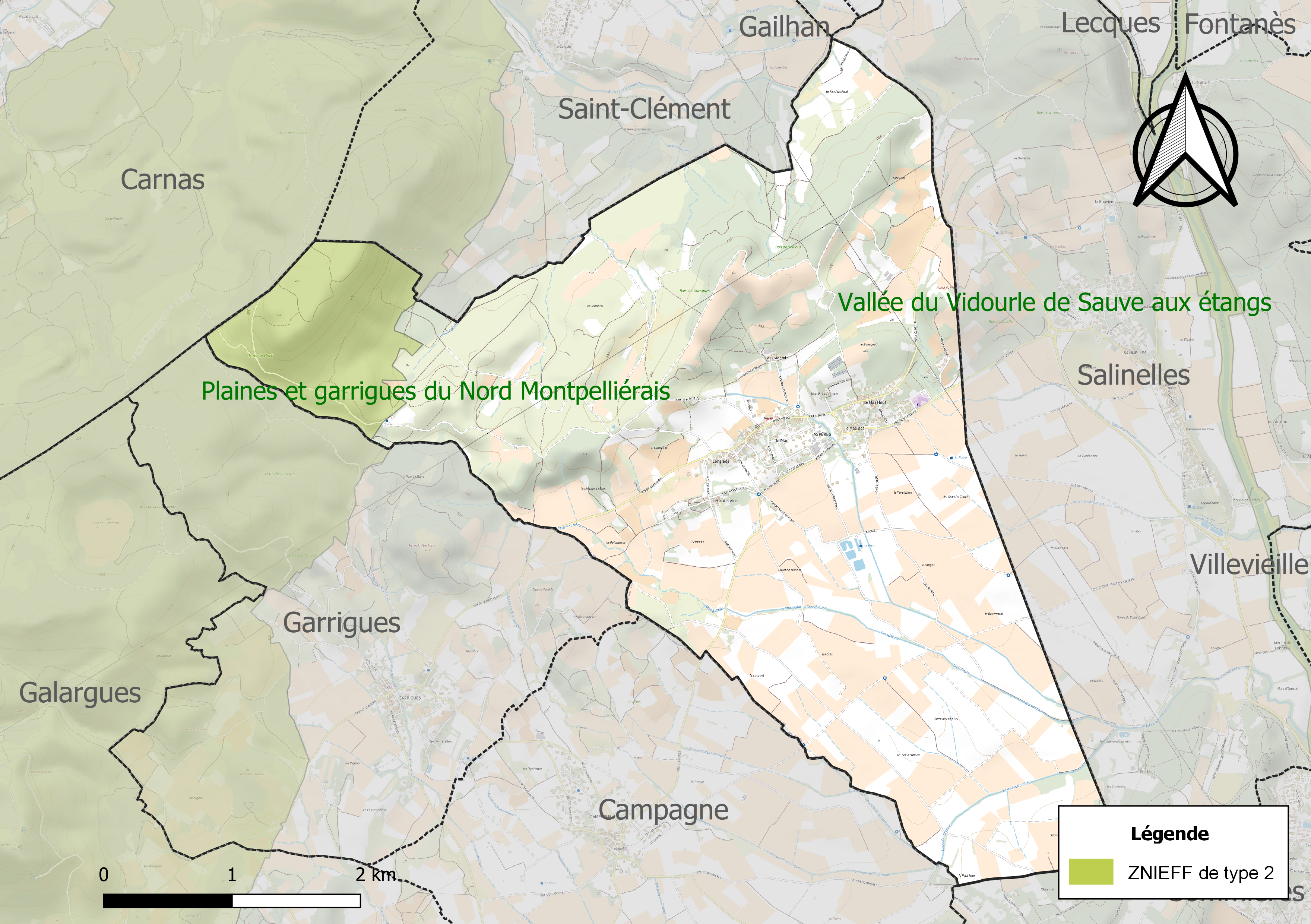
Carte de la ZNIEFF de type 2 sur la commune.

## Urbanisme

### Typologie
Au 1er janvier 2024, Aspères est catégorisée commune rurale à habitat dispersé, selon la nouvelle grille communale de densité à sept niveaux définie par l'Insee en 2022.
Elle est située hors unité urbaine. Par ailleurs la commune fait partie de l'aire d'attraction de Montpellier, dont elle est une commune de la couronne,. Cette aire, qui regroupe 161 communes, est catégorisée dans les aires de 700 000 habitants ou plus (hors Paris),.

### Occupation des sols
L'occupation des sols de la commune, telle qu'elle ressort de la base de données européenne d’occupation biophysique des sols Corine Land Cover (CLC), est marquée par l'importance des territoires agricoles (64,9 % en 2018), une proportion sensiblement équivalente à celle de 1990 (65,5 %). La répartition détaillée en 2018 est la suivante : 
cultures permanentes (54,4 %), milieux à végétation arbustive et/ou herbacée (21 %), forêts (11,1 %), zones agricoles hétérogènes (10,5 %), zones urbanisées (3 %). L'évolution de l’occupation des sols de la commune et de ses infrastructures peut être observée sur les différentes représentations cartographiques du territoire : la carte de Cassini (XVIIIe siècle), la carte d'état-major (1820-1866) et les cartes ou photos aériennes de l'IGN pour la période actuelle (1950 à aujourd'hui).

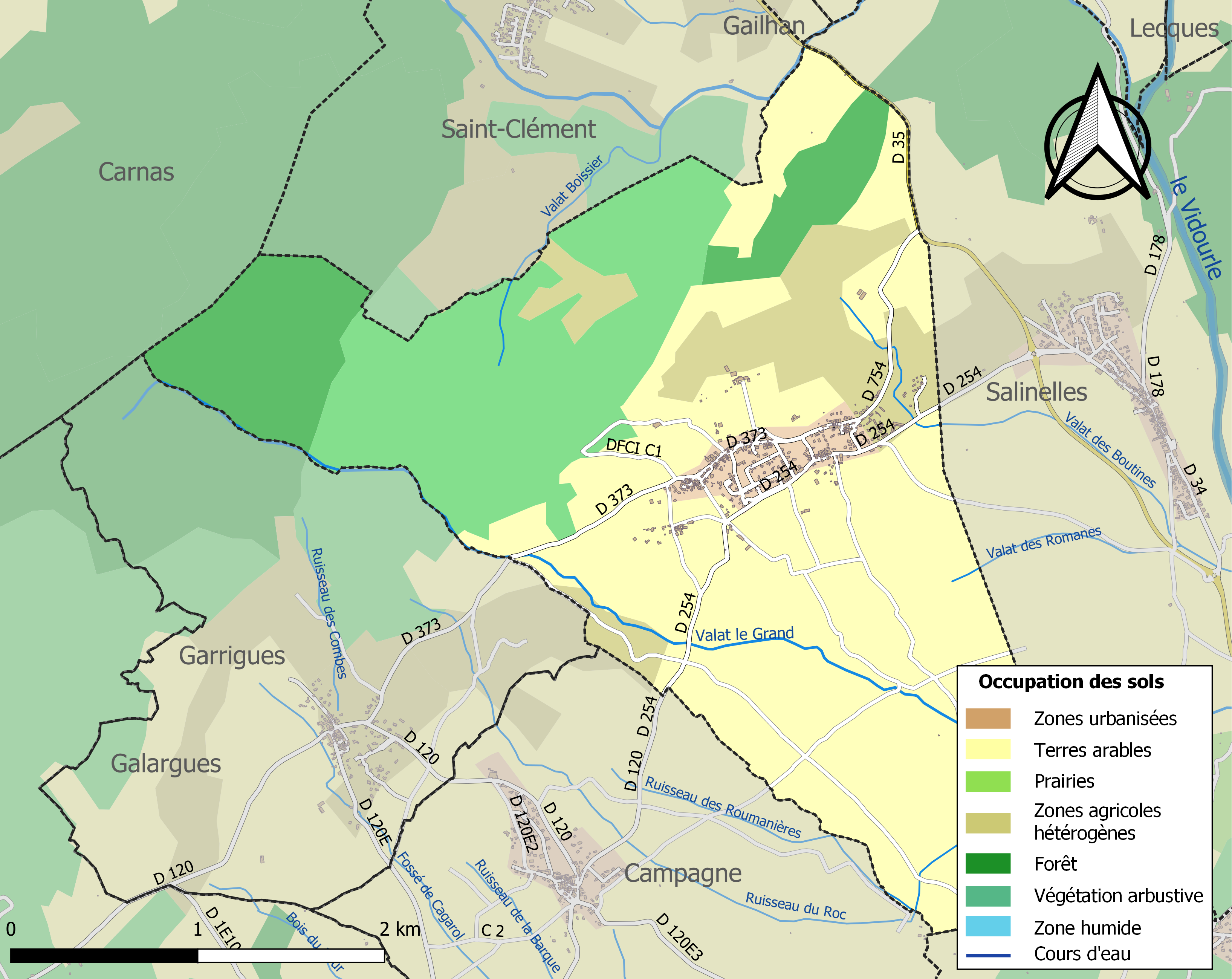
Carte des infrastructures et de l'occupation des sols de la commune en 2018 (CLC).

### Risques majeurs
Le territoire de la commune d'Aspères est vulnérable à différents aléas naturels : météorologiques (tempête, orage, neige, grand froid, canicule ou sécheresse), inondations, feux de forêts et séisme (sismicité faible). Un site publié par le BRGM permet d'évaluer simplement et rapidement les risques d'un bien localisé soit par son adresse soit par le numéro de sa parcelle.
Certaines parties du territoire communal sont susceptibles d’être affectées par le risque d’inondation par débordement de cours d'eau, notamment le ruisseau du Quinquillan. La commune a été reconnue en état de catastrophe naturelle au titre des dommages causés par les inondations et coulées de boue survenues en 1982, 1988, 1992, 1994, 2001, 2002 et 2014,.

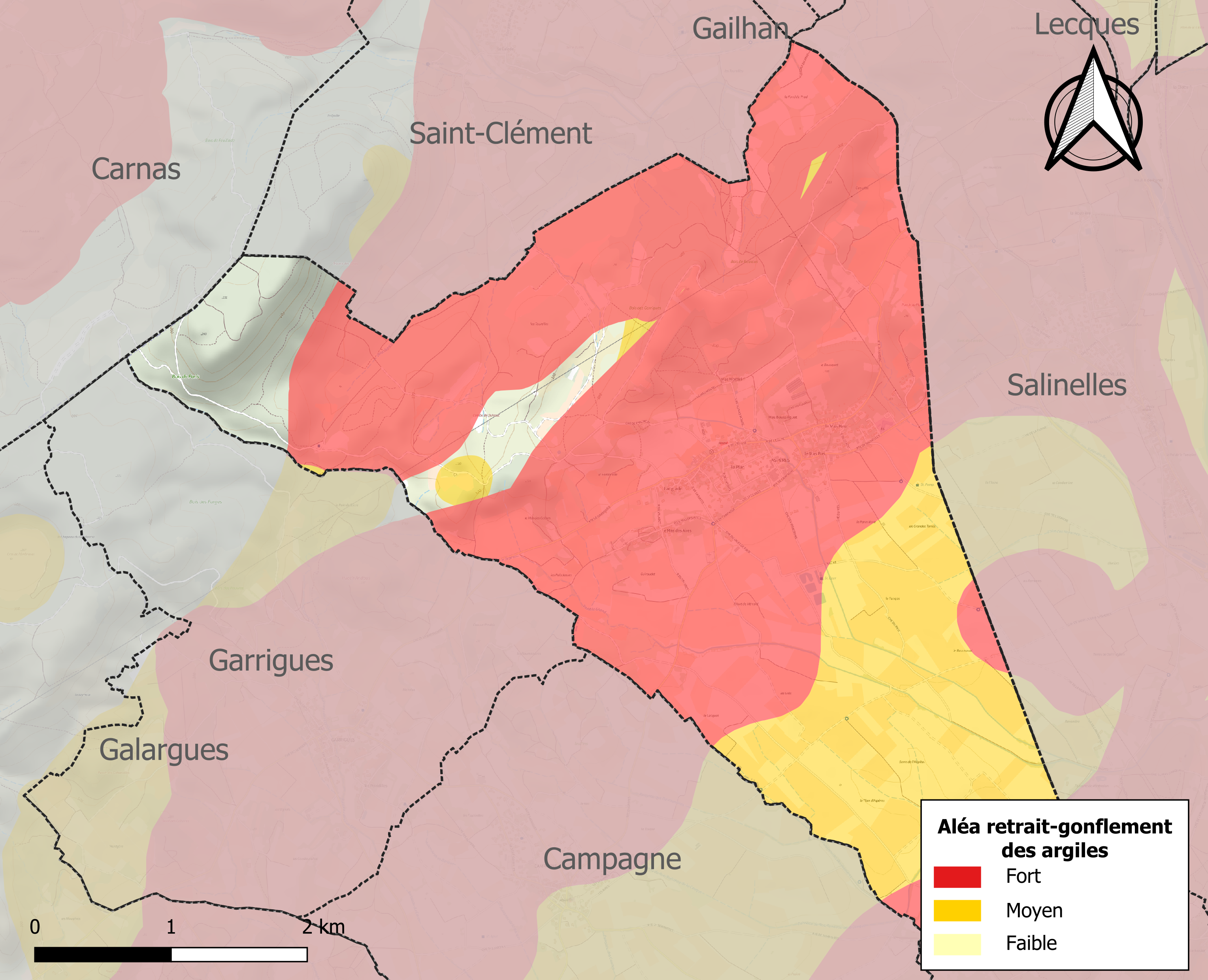
Carte des zones d'aléa retrait-gonflement des sols argileux d'Aspères.

Le retrait-gonflement des sols argileux est susceptible d'engendrer des dommages importants aux bâtiments en cas d’alternance de périodes de sécheresse et de pluie. 90,7 % de la superficie communale est en aléa moyen ou fort (67,5 % au niveau départemental et 48,5 % au niveau national). Sur les 219 bâtiments dénombrés sur la commune en 2019, 219 sont en aléa moyen ou fort, soit 100 %, à comparer aux 90 % au niveau départemental et 54 % au niveau national. Une cartographie de l'exposition du territoire national au retrait gonflement des sols argileux est disponible sur le site du BRGM,.
Par ailleurs, afin de mieux appréhender le risque d’affaissement de terrain, l'inventaire national des cavités souterraines permet de localiser celles situées sur la commune.

## Toponymie
De l'occitan Asperas, du bas latin Asperæ.[Information douteuse]
Les habitants s'appellent les Aspèrois et Aspèroises.

## Histoire

### Préhistoire
- Vestiges préhistoriques de la station du Puech du Plan à 1300 mètres au nord-est d'Aspères : mobilier attribué à la culture de Fontbouisse.

### Antiquité
- Gisement de l'âge du Bronze.
- Bois de Paris : enceinte gauloise remaniée, puis abandonnée.

### Moyen Âge
Aspères est mentionné Asperæ, in pago Magolensi en 815 dans le cartulaire de l'abbaye de Psalmodie. Siège d'un prieuré relevant de la cathédrale d'Alès. Mandement de Montredon, viguerie de Sommières. Les moines bénédictins de Psalmodi eurent un de leurs monastères à Aspères jusqu'au XIVe siècle.

## Politique et administration

### Liste des maires
| Période                                  | Période  | Identité            | Étiquette | Qualité                             |
| ---------------------------------------- | -------- | ------------------- | --------- | ----------------------------------- |
| 1953                                     | 2001     | Marcel Granier      | SE        |                                     |
| 2001                                     | En cours | Jean-Michel Teulade | DVD       | Viticulteur et oléiculteur retraité |
| Les données manquantes sont à compléter. |          |                     |           |                                     |

## Population et société

### Démographie
L'évolution du nombre d'habitants est connue à travers les recensements de la population effectués dans la commune depuis 1793. Pour les communes de moins de 10 000 habitants, une enquête de recensement portant sur toute la population est réalisée tous les cinq ans, les populations de référence des années intermédiaires étant quant à elles estimées par interpolation ou extrapolation. Pour la commune, le premier recensement exhaustif entrant dans le cadre du nouveau dispositif a été réalisé en 2008.

En 2022, la commune comptait 553 habitants, en évolution de +6,76 % par rapport à 2016 (Gard : +2,97 %, France hors Mayotte : +2,11 %).
| 1793 | 1800 | 1806 | 1821 | 1831 | 1836 | 1841 | 1846 | 1851 |
| ---- | ---- | ---- | ---- | ---- | ---- | ---- | ---- | ---- |
| 280  | 300  | 321  | 334  | 320  | 329  | 317  | 316  | 339  |

| 1856 | 1861 | 1866 | 1872 | 1876 | 1881 | 1886 | 1891 | 1896 |
| ---- | ---- | ---- | ---- | ---- | ---- | ---- | ---- | ---- |
| 331  | 330  | 340  | 319  | 312  | 251  | 242  | 229  | 244  |

| 1901 | 1906 | 1911 | 1921 | 1926 | 1931 | 1936 | 1946 | 1954 |
| ---- | ---- | ---- | ---- | ---- | ---- | ---- | ---- | ---- |
| 250  | 277  | 273  | 262  | 282  | 263  | 252  | 259  | 256  |

| 1962 | 1968 | 1975 | 1982 | 1990 | 1999 | 2006 | 2008 | 2013 |
| ---- | ---- | ---- | ---- | ---- | ---- | ---- | ---- | ---- |
| 259  | 246  | 231  | 249  | 289  | 347  | 438  | 464  | 531  |

| 2018 | 2022 | - | - | - | - | - | - | - |
| ---- | ---- | - | - | - | - | - | - | - |
| 507  | 553  | - | - | - | - | - | - | - |

### Enseignement
Nouvelle école à l'entrée du village a été inaugurée en 2006.

## Économie

### Revenus
En 2018  (données Insee publiées en septembre 2021), la commune compte 207 ménages fiscaux, regroupant 519 personnes. La médiane du revenu disponible par unité de consommation est de 22 180 € (20 020 € dans le département).

### Emploi
|                | 2008   | 2013   | 2018  |
| -------------- | ------ | ------ | ----- |
| Commune        | 6,4 %  | 10,8 % | 7,7 % |
| Département    | 10,6 % | 12 %   | 12 %  |
| France entière | 8,3 %  | 10 %   | 10 %  |

En 2018, la population âgée de 15 à 64 ans s'élève à 312 personnes, parmi lesquelles on compte 79,2 % d'actifs (71,5 % ayant un emploi et 7,7 % de chômeurs) et 20,8 % d'inactifs,. Depuis 2008, le taux de chômage communal (au sens du recensement) des 15-64 ans est inférieur à celui de la France et du département.
La commune fait partie de la couronne de l'aire d'attraction de Montpellier, du fait qu'au moins 15 % des actifs travaillent dans le pôle,. Elle compte 89 emplois en 2018, contre 105 en 2013 et 101 en 2008. Le nombre d'actifs ayant un emploi résidant dans la commune est de 228, soit un indicateur de concentration d'emploi de 39 % et un taux d'activité parmi les 15 ans ou plus de 60,6 %.
Sur ces 228 actifs de 15 ans ou plus ayant un emploi, 57 travaillent dans la commune, soit 25 % des habitants. Pour se rendre au travail, 93,9 % des habitants utilisent un véhicule personnel ou de fonction à quatre roues, 3,1 % s'y rendent en deux-roues, à vélo ou à pied et 3,1 % n'ont pas besoin de transport (travail au domicile).

### Activités hors agriculture

#### Secteurs d'activités
58 établissements sont implantés  à Aspères au 31 décembre 2019. Le tableau ci-dessous en détaille le nombre par secteur d'activité et compare les ratios avec ceux du département,.
| Secteur d'activité                                                                                        | Commune | Commune | Département |
| Secteur d'activité                                                                                        | Nombre  | %       | %           |
| --- | ------- | ------- | ----------- |
| Ensemble                                                                                                  | 58      | 100 %   | (100 %)     |
| Industrie manufacturière, industries extractives et autres                                                | 7       | 12,1 %  | (7,9 %)     |
| Construction                                                                                              | 16      | 27,6 %  | (15,5 %)    |
| Commerce de gros et de détail, transports, hébergement et restauration                                    | 12      | 20,7 %  | (30 %)      |
| Information et communication                                                                              | 1       | 1,7 %   | (2,2 %)     |
| Activités financières et d'assurance                                                                      | 2       | 3,4 %   | (3 %)       |
| Activités immobilières                                                                                    | 1       | 1,7 %   | (4,1 %)     |
| Activités spécialisées, scientifiques et techniques et activités de services administratifs et de soutien | 10      | 17,2 %  | (14,9 %)    |
| Administration publique, enseignement, santé humaine et action sociale                                    | 5       | 8,6 %   | (13,5 %)    |
| Autres activités de services                                                                              | 4       | 6,9 %   | (8,8 %)     |

Le secteur de la construction est prépondérant sur la commune puisqu'il représente 27,6 % du nombre total d'établissements de la commune (16 sur les 58 entreprises implantées  à Aspères), contre 15,5 % au niveau départemental.

#### Entreprises et commerces
Les deux entreprises ayant leur siège social sur le territoire communal qui génèrent le plus de chiffre d'affaires en 2020 sont : 
- Granier Conditionnement, activités de conditionnement (312 k€) ;
- Vieilles Demeures Immobilier - Vdi, travaux d'installation d'équipements thermiques et de climatisation (128 k€).

### Agriculture
La commune est dans le « Soubergues », une petite région agricole occupant une frange sud-ouest du département du Gard. En 2020, l'orientation technico-économique de l'agriculture  sur la commune est la viticulture. 
|               | 1988 | 2000 | 2010 | 2020 |
| ------------- | ---- | ---- | ---- | ---- |
| Exploitations | 36   | 47   | 28   | 25   |
| SAU (ha)      | 483  | 564  | 556  | 273  |

Le nombre d'exploitations agricoles en activité et ayant leur siège dans la commune est passé de 36 lors du recensement agricole de 1988  à 47 en 2000 puis à 28 en 2010 et enfin à 25 en 2020, soit une baisse de 31 % en 32 ans. Le même mouvement est observé à l'échelle du département qui a perdu pendant cette période 61 % de ses exploitations,. La surface agricole utilisée sur la commune a également diminué, passant de 483 ha en 1988 à 273 ha en 2020. Parallèlement la surface agricole utilisée moyenne par exploitation a baissé, passant de 13 à 11 ha.

## Culture locale et patrimoine
Divers endroits sont nommés en fonction d'un bâtiment ou d'une activité : le Four dans le Mas Haut. Au pied de la montée du Plan, se situe le Pourquier (porcherie). Sur le Plan se trouve la place du 19-Mars, la croix près du cimetière, le foyer en dessous de la mairie, le temple, la cave viticole. Le chemin des amoureux entre le Mas Haut et le Mas Bas.

### Édifices civils

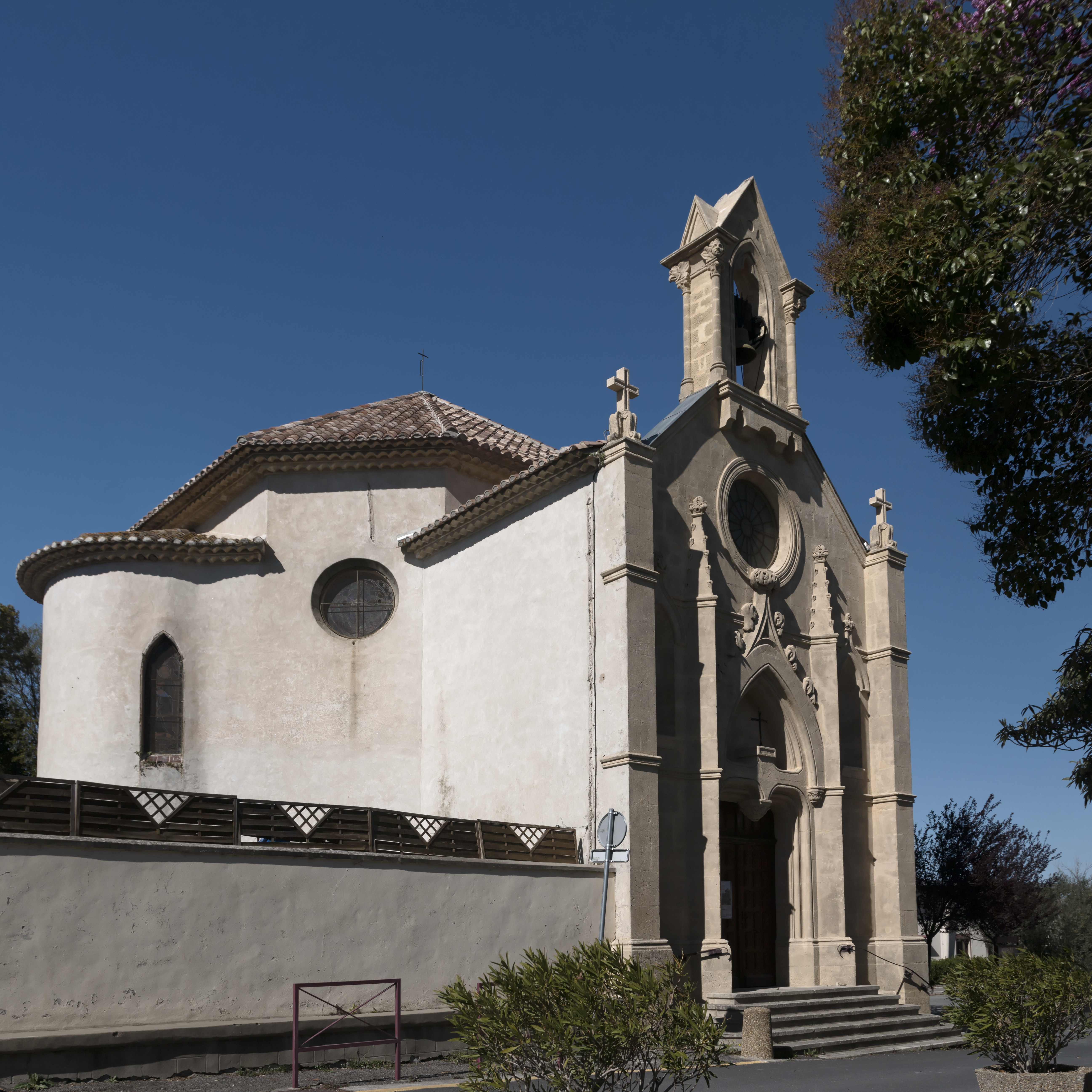
Église Saint-Pierre d'Aspères.

- Vieilles maisons restaurées.
- Bergerie.
- Capitelles.

### Édifices religieux

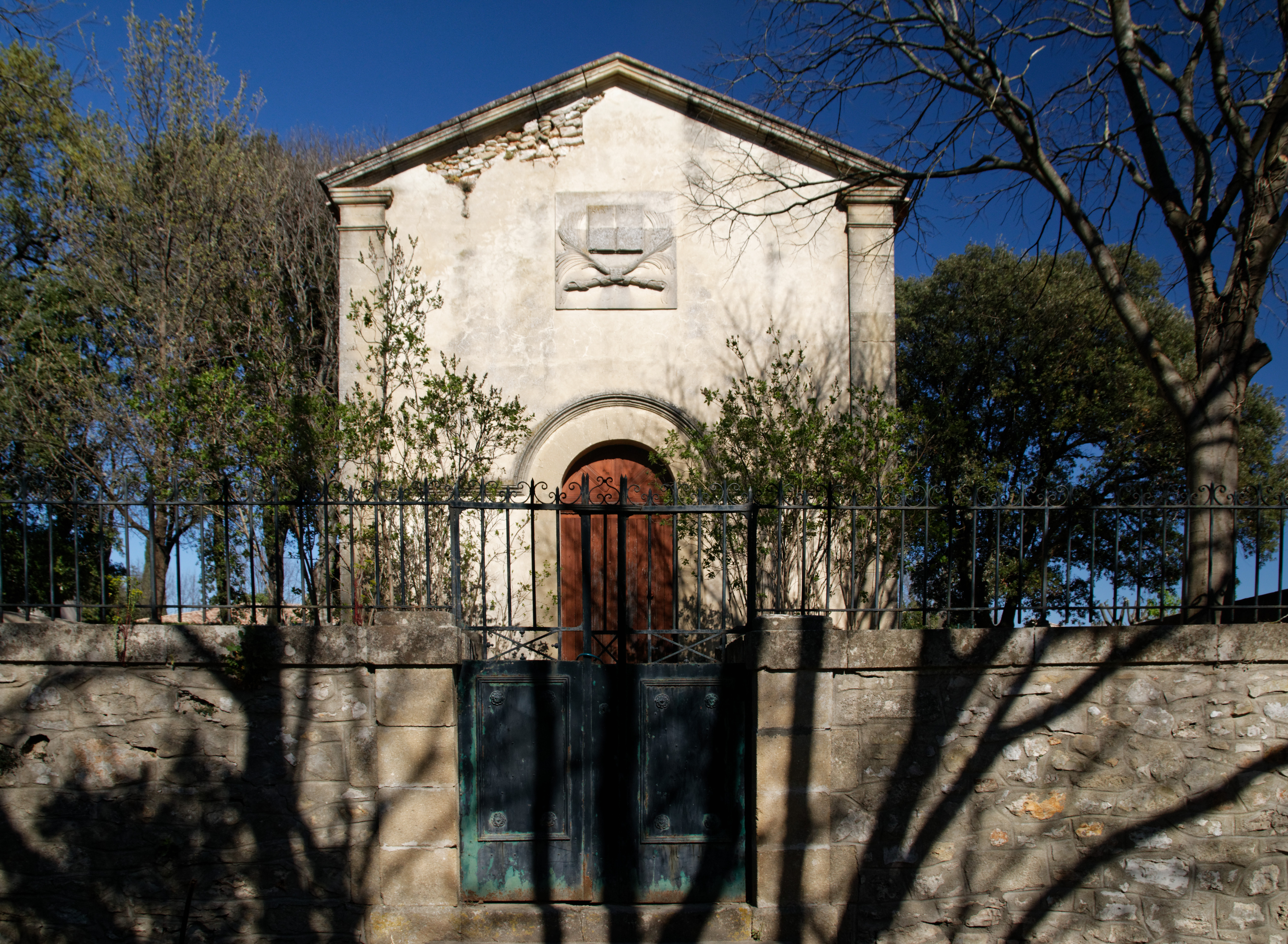
Temple protestant.

- Ancien prieuré de Saint-Pierre d'Aspères (an 800).
- Église Saint-Pierre d'Aspères. Église catholique du XIXe siècle sur plan centré.
- Temple protestant d'Aspères XIXe.

### Patrimoine environnemental
- Randonnées du Bois de Paris (Bois des Baries) 12 km.
- Table d'orientation : panorama mer-plaine-Cévennes.
- Grotte.
- Source de la Font Claudette.

### Personnalités liées à la commune
- Marcel Granier : ancien maire pendant huit mandats d'une durée de six ans, soit élu 48 ans à la tête du village d'Aspères.